# Tit (Adrar)
Tit (em árabe: ﺗﻴﺖ) é uma cidade e comuna localizada no distrito de Aoulef, na província de Adrar, no centro-sul da Argélia. Em 2008, sua população era de 4 417 habitantes.